# 菱形肌
菱形肌（ /ˈrɒmbɔɪd/ ） 是與肩胛骨相關的菱形肌肉。上背部兩側各有兩塊菱形肌：  大菱形肌與小菱形肌。
大菱形肌和菱形肌参与肩胛骨的运动。 

## 解剖学
菱形大肌起自T2-T5椎骨棘突，止于肩胛骨内侧缘。菱形小肌起源于颈韧带和椎骨C7-T1的棘突。两块肌肉都受肩胛背神经支配，肩胛背神经是臂丛神经的一个分支。   

## 附加图像

菱形肌。
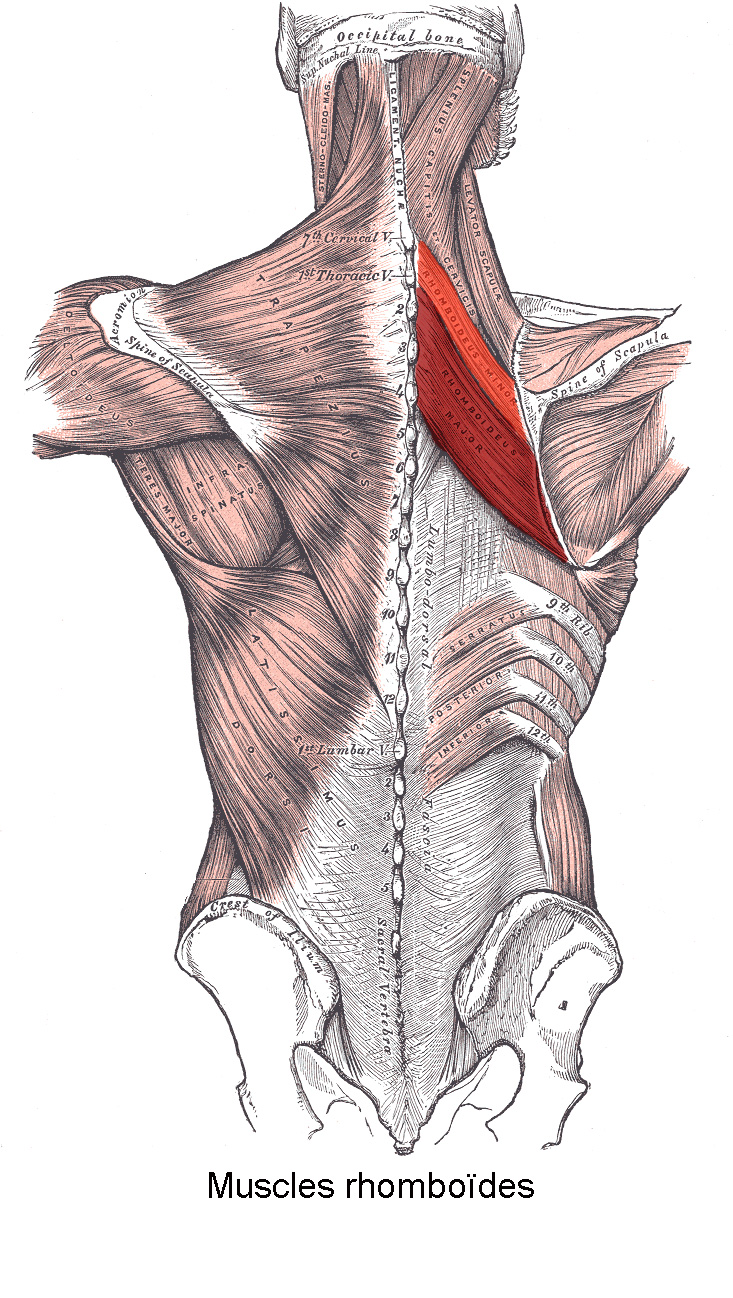
菱形肌。
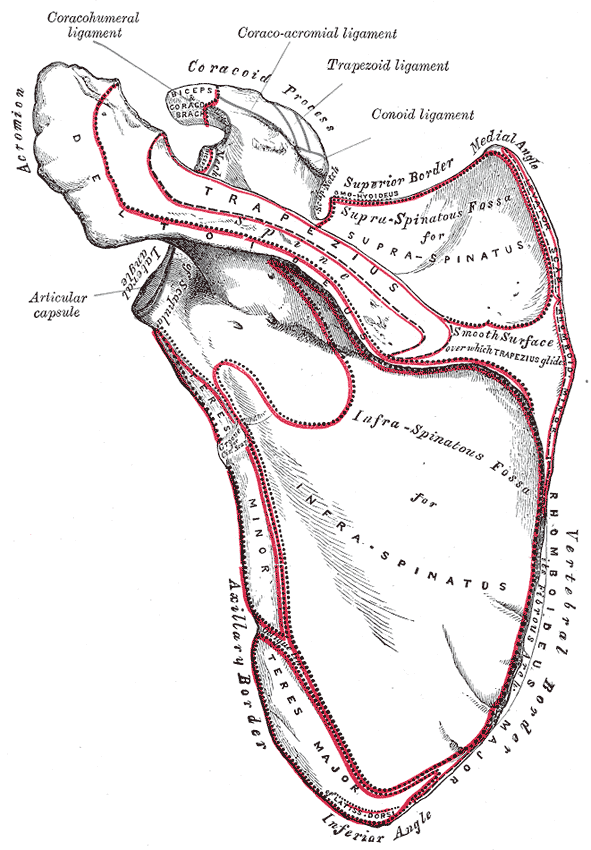
左肩胛骨。后表面。
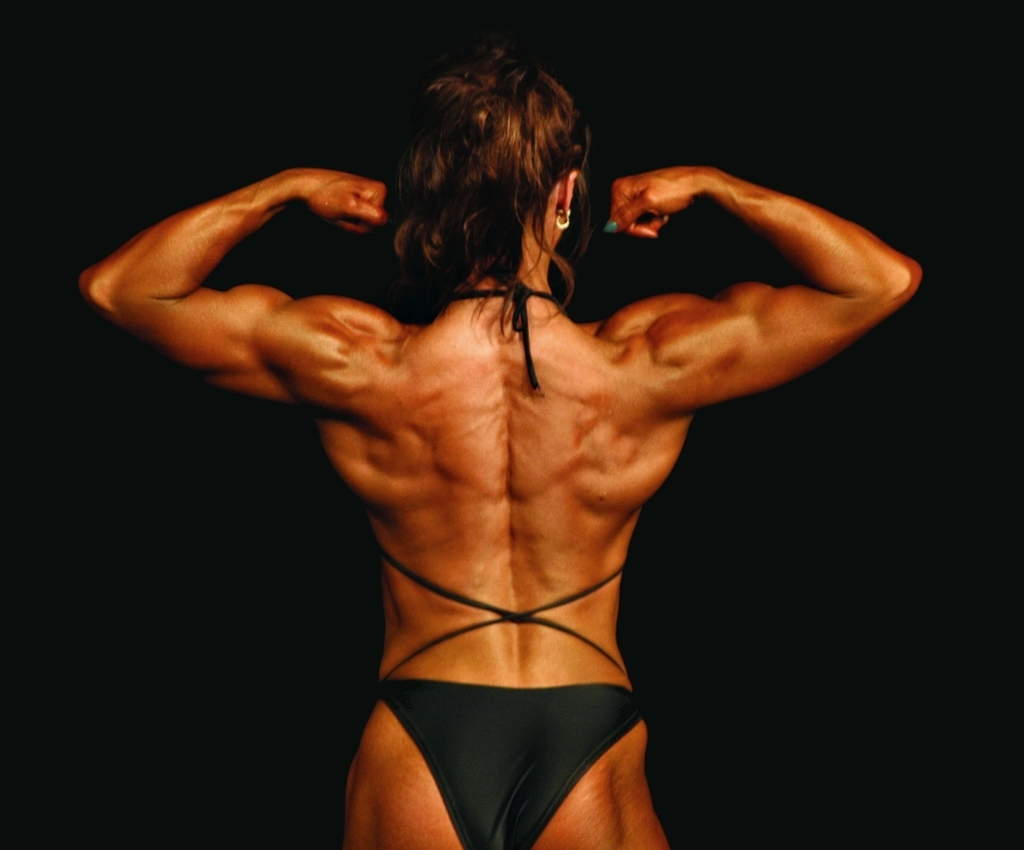
背部肌肉弯曲